# Fahed Yasem al-Freiy
Fahed Yasem al-Freiy (en árabe: فهد جاسم الفريج‎, nacido en Hama el 1 de enero de 1950) es un militar sirio, que se desempeñó como Ministro de Defensa de Siria entre 2012 y 2018.

## Biografía
Nació en Hama en el seno de una familia suní el 1 de enero de 1950. Se unió al Ejército Sirio en 1969 y se graduó como teniente acorazado en la Academia Militar de Homs en 1973.
Freiy ha atendido a varios cursos de educación militar:
- Licenciatura en Ciencias Militares, Oficial Acorazado, Academia Militar de Homs, en 1971,
- Curso de Estado Mayor,
- Curso de Paracaidistas Aerotransportados,
- Curso de Estado Mayor y Mando General
- Curso de Estado Mayor Superior (Curso de Guerra).

### Carrera militar
El 8 de agosto de 2011, fue nombrado Jefe del Estado Mayor del Ejército Árabe Sirio durante la Guerra Civil Siria. En diciembre, oficiales del ejército desertores informaron que antes de su nombramiento, al-Freiy comandó las Fuerzas Especiales del Ejército Sirio en las regiones de Daraa, Idlib y Hama durante la rebelión. En febrero de 2012, se informó que la autoridad de Freiy había sido debilitada y restringida por el círculo interno del Presidente Bashar al-Assad, y posteriormente dividida entre numerosos comandantes del Ejército.
Sin embargo, el 18 de julio de 2012, tras el asesinato del Ministro de Defensa Dawoud Rajiha en un atentado, Freiy fue nombrado por Bashar al-Asad y ocupó el puesto de Rajiha. También fue nombrado vicecomandante en Jefe del Ejército y de las Fuerzas Armadas, posiciones que alternó con su cargo de Vice primer ministro.
El 16 de mayo de 2013, el Departamento del Tesoro de los Estados Unidos nombró a cuatro oficiales sirios, incluyendo a Freiy, por apoyar el régimen de Bashar al-Asad en su represión de sus ciudadanos y su participación en terrorismo. El Departamento del Tesoro asegura que bajo el mando de Freiy, "las fuerzas militares sirias han matado a ciudadanos civiles de forma arbitraria y caprichosa" incluyendo "ejecuciones arbitrarias y ataques aéreos indiscriminados" en civiles.
Dejó el Ministerio de Defensa en 2018.